# Pontas Soltas
Pontas Soltas é uma canção portuguesa, com letra de Maria do Rosário Pedreira e música de Joaquim Campos, interpretada orignialmente em género de fado, por Carlos do Carmo. O hit integra o álbum de originais do fadista, À noite, editado em 2007.
O tema relata o sentimento de traição, a agonia da desconfiança de um homem para com a sua amante, instigada pelas falas de outras pessoas, que lhe dizem que está a ser traído.
Em Novembro de 2006, na preparação para o concerto de Mariza no Royal Albert Hall, para o qual se encontrava convidado, Carlos do Carmo juntamente com a artista dá um concerto no Casino de Espinho em que interpreta entre outros clássicos, Pontas soltas, sendo esta uma das primeiras interpretações em público do tema.
Em 2007, durante a exposição em homenagem a Carlos do Carmo, o poema originial de Maria do Rosário Pedreira, esteve exposto ao público, juntamente com outras letras do álbum À noite, no Museu do Fado, em Alfama.